# Babice (district d'Uherské Hradiště)
Pour les articles homonymes, voir Babice.
Babice (en allemand : Babitz) est une commune du district d'Uherské Hradiště, dans la région de Zlín, en République tchèque. Sa population s'élevait à 1 825 habitants en 2020.

## Géographie
Babice se trouve à 8 km au nord d'Uherské Hradiště, à 18 km au sud-ouest de Zlín et à 244 km au sud-est de Prague.
La commune est limitée par Spytihněv au nord et au nord-est, par Topolná à l'est, par Kněžpole au sud-est, par Huštěnovice au sud, et par Sušice et Kudlovice à l'ouest.

## Histoire
La première mention écrite du village date de 1220.

## Transports
Par la route, Babice se trouve à 7 km d'Uherské Hradiště, à 21 km de Zlín, à 76 km de Brno et à 282 km de Prague.